# Шалк Віллем Бургер
Шалк Віллем Бургер (Бергер) (*афр. Schalk Willem Burger; 6 вересня 1852 — 5 грудня 1918) — останній президент Південно-Африканської республіки в 1900—1902 роках.

## Життєпис
Народився у фермерській родині 1852 року в м. Люденбург. Здобув юридичну освіту. Деякий час займався фермерством. Брав участь у першій англо-бурській війні, де відзначився. Потім був учасником кампанії проти південних ндебеле у 1883 році. 1885 року обирається командантом (очільником) підрозділу Люденбург. 1887 року стає членом Фольксраада Південно-Африканської республіки, 1895 року обраний його президентом. 1896 року обирається членом виконавчої ради.
У 1899 році Бургер брав активну участь в Другій англо-бурської війни, маючи звання генерала, звитяживши у битвах під Сайн-Коп і на річці Моддер. Після від'їзду президента Поля Крюгера з Африки 10 вересня 1900 року, обирається тимчасовий президентом Південно-Африканської республіки. Водночас продовжував активну участь в бойових діях.
Під час військової наради в травні 1901 року він виступав за припинення бойових дій, але його пропозиція була рішуче відкунута Мартинінуслом Тьонісом Стейном, президентом Помаранчевої вільної держави .
31 травня 1902 року погодився на підписання Ференігінзького мирного договору, за яким було визнано анексію Трансвааля і Помаранчевої Республіки Великою Британією. Згідно з його положеннями бури визнавали владу останньої, але натомість британці оголошували амністію учасникам бойових дій, обіцяно було надати бурам в майбутньому самоврядування, дозвіл на використання голландської мови в шкільній освіті і судах, зобов'язалися відшкодувати збитки, завдані фермерам діями британських військ.
По завершенні війни відвідав Європу. По поверненню став співзасновником Народної партії, обравшись до парламенту Капської колонії. 1910 року став членом Південноафриканської партії. З 1913 року до своєї смерті був членом сенату. Помер 1918 року в Гедгедахту, поблизу Кругерспос.